# اگوداکاندا
اگوداکاندا (به لاتین: Egodakanda) یک منطقهٔ مسکونی در سری‌لانکا است که در استان مرکزی (سری‌لانکا) واقع شده‌است.